# 卡拉華絲島
卡拉華絲岛（Callawassie Island）位於南卡罗来纳州博福特县。 
该岛大约在4,000年前已有人居住。   1897年，考古学家在當地发现了史前墓葬。自从那时起便先後發現和已经确定了102个遗址，并将其添加到国家史迹名录中。该岛也是卡拉華絲糖廠的所在地，是南卡罗来纳州唯一已知存在的糖厂遗址。   
該島有717栋住宅和住宅用地的业主可以使用33个泻湖、三个公园、一个蝴蝶园和三个鸟巢，以及一个由湯姆·法茲奧设计的27洞高尔夫球场、六个泥地网球场、两个游泳池、两所会所、两个皮划艇下水码头，以及三个社区钓鱼/捕蟹码头，为长期和日常停靠提供船塢。 

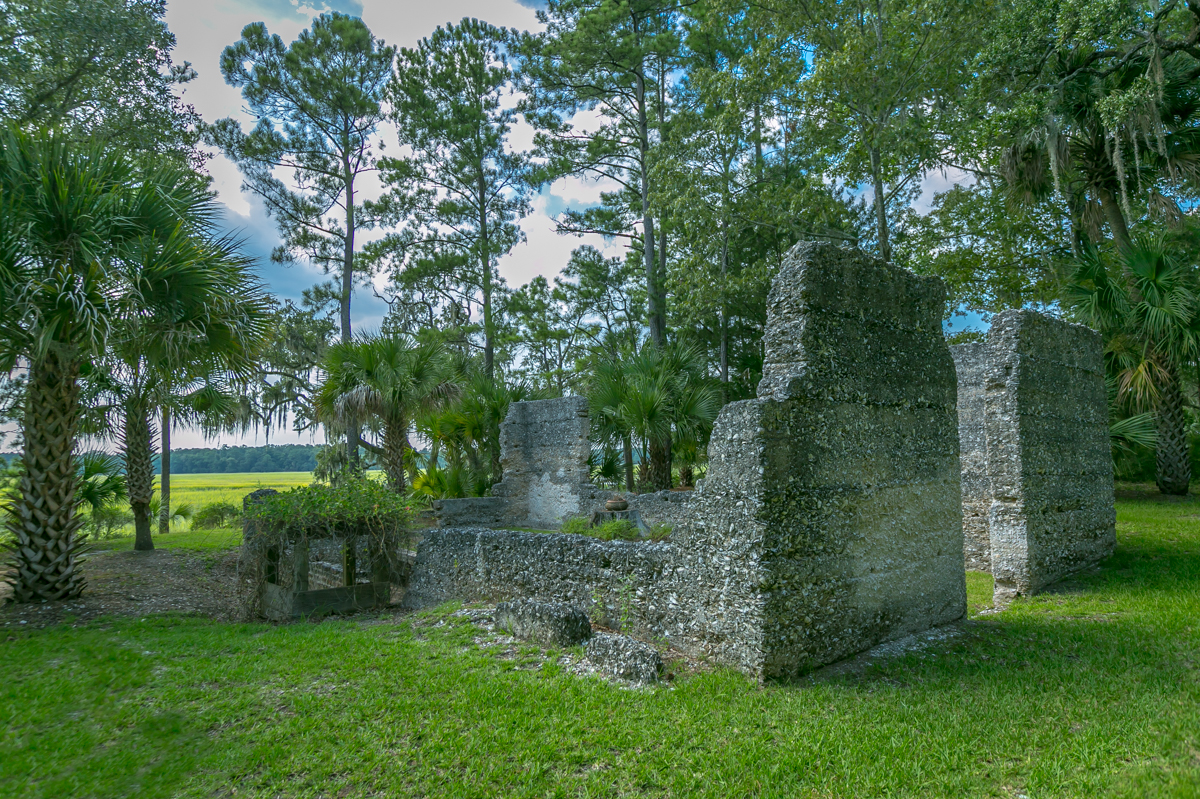
卡拉華絲糖厂

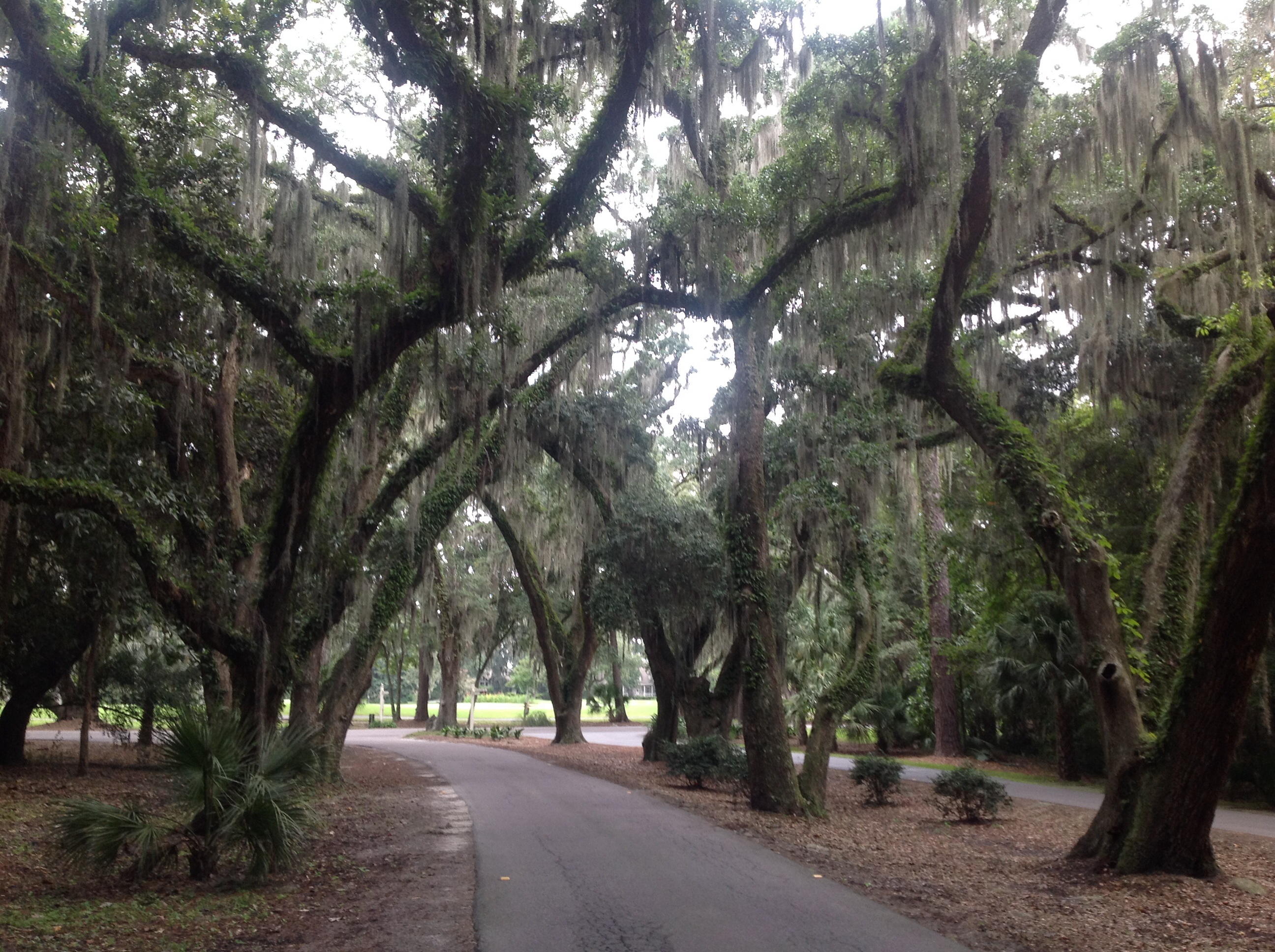
卡拉華絲岛活橡树

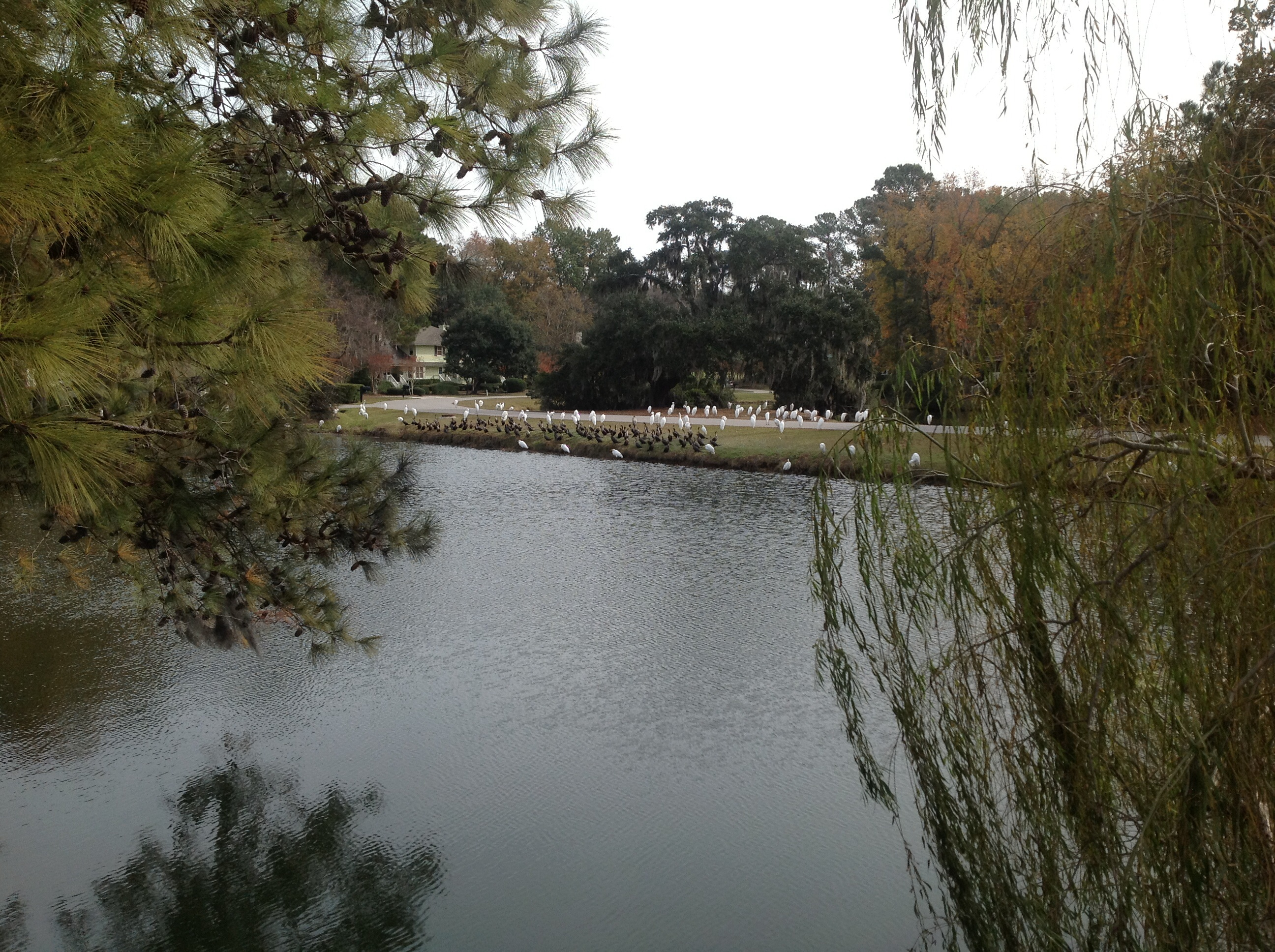
苍鹭步行泻湖上